# Punta Nera della Grivola
La Punta Nera della Grivola (Pointe noire de la Grivola in francese, 3.683 m s.l.m., detta anche, più semplicemente, Punta Nera o Pointe noire) è una montagna del Massiccio del Gran Paradiso che si trova in Valle d'Aosta.

## Caratteristiche

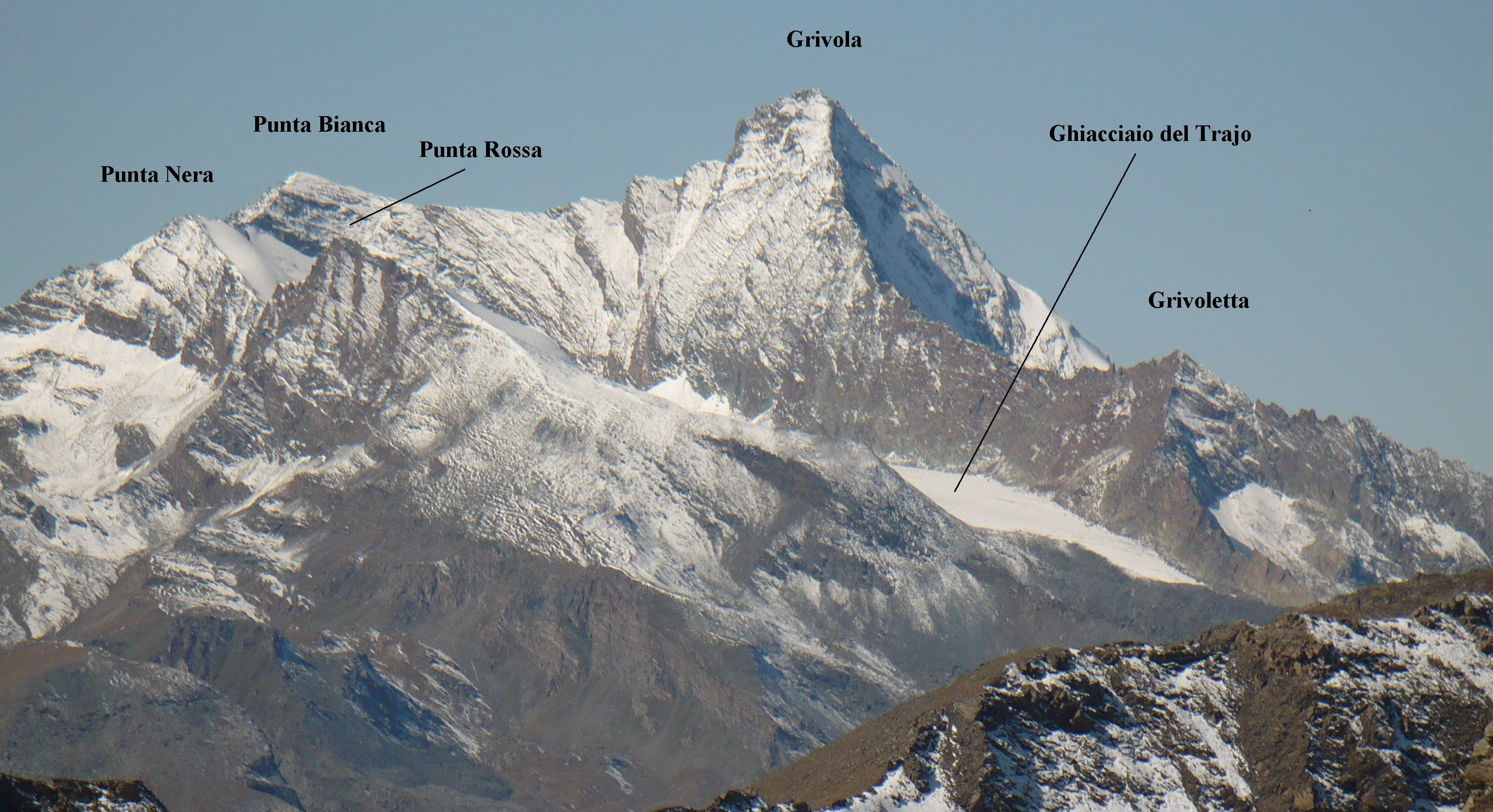
Indicazione di alcune vette intorno alla Grivola.

La montagna è collocata lungo la cresta che dalla Grivola e passando dalla Punta Bianca (Pointe blanche) scende alla Punta Rossa (in francese, Pointe Rousse).
Contorna a sud il Ghiacciaio del Trajo.

## Salita sulla vetta
Si può salire sulla Punta Nera partendo dal Rifugio Vittorio Sella. Dal rifugio si sale ad ovest fino a raggiungere il Colle della Nera (o Col de la Noire - 3.491 m), colle che la separa dalla Punta Rossa. Dal colle si sale la cresta est.